# Radical ciclopentadienilo
En química orgánica, el radical ciclopentadienilo es un radical cíclico con la fórmula C5H5•, y se suele abreviar como Cp•. Este radical procede de la pérdida de un protón de la molécula de ciclopentadieno. Los cinco átomos de carbono forman un anillo pentagonal plano, con un átomo de hidrógeno enlazado a cada carbono e igual longitud de enlace entre los carbonos. La estructura que se muestra es un compuesto de cinco contribuyentes de resonancia en los que cada átomo de carbono lleva parte de la carga radicalaria. El ciclopentadienilo es químicamente aromático, tiene 6 electrones-π (4n + 2, donde n = 1), por lo que cumple con la regla de aromaticidad de Hückel. 